# جون بيترز
قائد السرب جون بيترز (بالإنجليزية: John Peters)‏ (من مواليد 1961) طيار سابق في سلاح الجو الملكي.

## النشأة
درس في الكلية الكنسية المستقلة في شرق هامبشير وتركها في عام 1980.
بحلول سن 17 عاما كان لديه رخصة طيار. درس في معهد جامعة مانشستر للعلوم والتكنولوجيا (المعروف باسم جامعة أوميست، التي أصبحت الآن جزءا من جامعة مانشستر منذ عام 2004) وحصل على شهادة بكالوريوس العلوم في تكنولوجيا البناء في عام 1983. كان طالبا جامعيا تابعا لسلاح الجو الملكي وانضم إلى سلاح الجو الملكي في عام 1980 وتدرب في وودفال مع السرب الجوي بجامعة مانشستر وسالفورد. تخرج بعد ذلك مع ماجستير إدارة الأعمال من جامعة لستر.

## المسيرة المهنية
بعد تدريبه في سلاح الجو الملكي كان مقره في شيفينور ولوسيموث.
أصبح طيارا في عام 1987 في مدرسة الملاحة الجوية في فينغللي. في عام 1988 انتقل إلى السرب الخامس عشر في لاربروتش بعد تحويله إلى طائرة تورنادو جي آر 1 عندما كان ملازم الطيران.

### حرب الخليج الثانية
في أول مهمة له خلال عملية عاصفة الصحراء عندما كان عمره 29 عاما كانت مهمة ضوء النهار على مستوى منخفض للغاية في مطار الرميلة بينما كان يعمل في المرتبة الثانية إلى قائد السرب بول ماسون فقد ضربت طائرة بانافيا تورنادو زد 791 من السرب الخامس عشر بخمسين قدم من قبل صاروخ أرض-جو سام-14 الذي أطلق من الكتف وألقي القبض عليه من قبل الجيش العراقي. بعد القبض عليه ظهر على شاشة التلفزيون وهو مصاب بالكدمات وهو ما يبدو أنه تعرض للضرب.
حصل على حوالي 15 ألف رسالة من متمنو الخير.

### المدرب
بعد أن كان في بروخن انتقل إلى كوتسمور (ثم في ليسترشير) في عام 1993 ليصبح مدربا على مؤسسة تري-ناتيونال تورنادو للتدريب. تخرج مع ماجستير إدارة الأعمال من جامعة لستر مع أطروحته بعنوان تحدي التغيير في سلاح الجو الملكي.
أصبح قائد سرب في عام 1997 وانتقل إلى تركيا وترك سلاح الجو الملكي بعد 18 عاما.

### المؤلفات
عقب عودته إلى الوطن من قبل الحركة الدولية للصليب الأحمر والهلال الأحمر شارك بيترز في تأليف كتاب سقوط التورنادو مع الملاح جون نيكول. اعتبارا من عام 2009 فإنه يعمل أيضا كمتحدث تحفيزي وفي كثير من الأحيان في مدارس إدارة الجامعة. هو ممارس مؤشر مايرز بريغز للنوع. كما عمل كممثل لرابطة ماجستير إدارة الأعمال.
منذ عام 1999 فإنه شريك في شركة يو بي إتش ليميتد.

## الحياة الشخصية
تزوج من هيلين ولديه طفلان. ابنه غاي الذي عين في فوج الدبابات الملكي حصل على ميدالية الملكة عندما كان في أكاديمية ساندهيرست العسكرية الملكية في عام 2014. تعيش العائلة في وسترشير بالقرب من برومسغروف. عندما كان في بيتسمور درس في جامعة لستر وعاش بيترز في روتلاند.